# 4400 (série télévisée)
Pour les articles homonymes, voir 4400.
Pour la série originale, voir Les 4400.
4400 est une série télévisée américaine en 13 épisodes de 41 minutes créée par Ariana Jackson et diffusée entre le 25 octobre 2021 et le 14 février 2022 sur la chaîne américaine The CW. Elle est diffusée sur Syfy depuis le 21 avril 2022 en France.
Il s'agit du redémarrage de la série Les 4400 de 2004 créée par Scott Peters.
Elle est arrêtée le 12 mai 2022 par CW après seulement une saison.

## Synopsis
Au cours du siècle dernier, des milliers de jeunes gens ont mystérieusement disparu. Soudainement et inexplicablement, 4400 personnes portées disparues réapparaissent en 2021 telles qu'elles étaient au moment de leur disparition. Même celles disparues depuis plusieurs décennies n'ont pas pris une ride. Et surtout, aucune ne se souvient de ce qui leur est arrivé. Ils tentent alors de reprendre une vie normale dans un monde qui a changé et qui se méfie de ce qu'ils sont devenus.

## Distribution

### Acteurs principaux
- Brittany Adebumola (en) (VF : Déborah Claude) : Shanice Murray
- Joseph David-Jones (en) (VF : Diouc Koma) : Jharrel Mateo
- Ireon Roach (VF : Aurélie Konaté) : Keisha
- TL Thompson (VF : Jean-Paul Pitolin) : Dr Andre Davis
- Jaye Ladymore (VF : Mbembo) : Claudette
- Derrick A. King (VF : Jean-Baptiste Anoumon) : Isaiah « Rev » Johnston
- Khailah Johnson (VF : Fily Keita) : LaDonna Landry
- Cory Jeacoma (VF : Adrien Antoine) : Logan
- Amarr Wooten (VF : Jimmy Woha-Woha) : Hayden
- Autumn Best (VF : Lou Lévy) : Mildred Bell

### Acteurs secondaires
- Wilder Yari (VF : Flora Brunier) : Jessica Tanner
- Theo Germaine : Noah Harris
- Vinh Nguyen (VF : Henry-David Cohen) : Steve Miller
- Zachary Keller : Ken King
- Sophia Echendu (VF : Issia Lorrain) : Mariah Kaminski
- Clare Cooney (VF : Caroline Sahuquet) : Bridget Templeton
- Adilah Barnes (VF : Frédérique Cantrel) : Mme Grover
- Anji White : Loretta Landry
- Kausar Mohammed (en) (VF : Bérénice Bala) : Soraya Khoury
- Chris J. Johnson (VF : Laurent Morteau) : Bill Greene

Source VF : Doublage Séries Database

## Production
Le 7 novembre 2018, il a été annoncé que The CW développait un redémarrage de la série de 2004 Les 4400.
Le 9 février 2021, le projet va se concrétiser en série et va être développé par Ariana Jackson.
Le 15 juin 2021, il a été annoncé que la série devait être diffusée le 25 octobre 2021.
Le 12 mai 2022, The CW met fin à la série après une saison.

### Tournage
Le tournage du premier épisode a commencé le 7 juin 2021 et devait durer jusqu'au 24 juin. Le reste de la série devait être tourné du 26 juillet au 7 décembre. Le lieu de tournage principal de la série est Chicago.

### Fiche technique
Sauf indication contraire, les informations mentionnées dans cette section peuvent être confirmées par la base de données cinématographiques IMDb,  présente dans la section « Liens externes ».
- Titre original : 4400
- Titre français : 4400
- Création et réalisation : Ariana Jackson
- Scénario : Ariana Jackson, Kristen SaBerre, Jett Garrison, Ashley Sims, Shomari Kirkwood, Felicia Hilario, ...
- Casting : Barbara Stordahl, Angela Terry, ...
- Musique : Jongnic Bontemps
- Décors : Tanja Deshida
- Costumes : Kenzie Armstrong, ...
- Photographie : Scott Thiele, Christopher Baffa, ...
- Son : Brad J. Bakelmun, Laird Fryer, ...
- Montage : Nathan Easterling, Leah Breuer, Peggy Tachdjian et Eli Nilsen
- Production : Ariana Jackson, Sunil Nayar, Laura Terry et Anna Fricke
- Production exécutive : Ferdinand Dohna et Sylke Poensgen
- Sociétés de production : On the Porch, Pursued by a Bear, CBS Studios
- Société de distribution : CBS Media Ventures
- Pays de production :  États-Unis
- Langue originale : américain
- Format : couleur
- Genre : Drame Science fiction
- Durée : 41 minutes
- Dates de diffusions : 25 octobre 2021-14 février 2022

## Épisodes
La série ne connait qu'une saison (2021-2022) :
1. Tout commence par le passé (Past is Prologue)
2. Tout est possible (All Things Are Possible)
3. La vie de Ladonna (That Ladonna Life)
4. Le projet réintégration (Harlem's Renaissance Man)
5. Le bon vieux temps (The Way We Were)
6. Au nom de l'amour (If You Love Something)
7. La voix des femmes (Empowered Women Empower Women)
8. Les Kaminski dans la tourmente (The Kaminski Experiment)
9. Les grandes attentes (Great Expectations)
10. Rendre l’âme (Give Up The Ghost)
11. Les meilleures intentions (You Only Meant Well)
12. Effort collectif (Group Efforts)
13. Au début, était le présent (Present is Prologue)

## Accueil
La série est notée 1.6 sur 5 par les téléspectateurs sur le site d'allociné.
Elle est notée 25% par les téléspectateurs sur le site américain de Rotten Tomatoes.